# بوفولينتا
بوفولينتا (بالإيطالية: Bovolenta)‏ هي بلدية في مقاطعة باذوة في منطقة فنيتة الإيطالية، وتقع على بعد 35 كيلومترًا (22 ميلًا) جنوب غرب مدينة البندقية، و15 كيلومترًا (9 ميلًا) جنوب شرق باذوة.